# Шицзы
Шигы или Шицзы (кит. упр. 師子, пиньинь shizi, тронное имя Тиндуши Чжоухоу-ди кит. упр. 亭獨尸逐侯鞮, пиньинь Tingdushizhouhoudi) — шаньюй хунну с 94 года по 98 год. Сын Ди. Возведён на престол китайцами.

## Правление
Шицзы успел прославиться походами против северных хунну, поэтому у него было много врагов. Только он принял власть, как 500—600 хуннов напали на ставку. Аньцзиянь Тянь разбил их со своими гвардейцами, но бунты быстро распространились. По всей земле хунну восстало 200 000 человек. Фэнхоу, сын Туньтухэ, насильно провозглашён шаньюем, восставшие перебили китайскую администрацию и готовились переселиться на Север через Шофан. Китайцы спешно собирали карательную армию. Во главе встал чэци цзянцзюнь Дэн Хун, юэци сяоюй Пэн Чжу, главный пристав Чжу Вэй с пограничниками, Жэньшан с сяньбийцами, всего собрали 40 000 войска. Шицзы с приставом Ду Чунов укрепились в городке Моушичэне и отбили атаку 10 000 восставших. Зимою Дэн Хун пришёл в Мэйцзи, Фэнхоу по льду перешёл через ущелье в долине Маньигу. Сын шаньюя соединился с Ду Чуном, теперь они с 14 000 воинов ударили по Фэнхоу и убили 3 000 его воинов, пленили 10 000, забрали скот и возвратились. Пэн Чжу напал на восставших и убил 4 000. Жань Шан с 8 000 сяньбийцев напал на Фэнхоу. В общей сложности Фэнхоу потерял 17 000 воинов и стал уходить на Север.
В 95 году китайцы отозвали войска, Пэн Чжу вернулся в Уюань, сяньбийские союзники распущены, их князь Субахой получил титул шуайчжунван и награждён тканями. Дэн Хун за медлительность в походе осуждён и умер в темнице. Чжуй Вэя и Ду Чуна судили за то, что они неправомерно задерживали хуннскую корреспонденцию, что подтолкнуло хуннов к восстанию. Оба умерли в тюрьме. Пан Фэнь, правитель Яньмэня, назначен приставом южных хунну.
Фэнхоу разделили своих сторонников на две колонны: с западной пошёл к горам Шойе, восточная встала напротив Шофана. В 96 восточная колонна вернулась в Китай и Пан Фэнь принял их, насчитав 4 000 воинов и 10 000 остальных. Шицзи заподозрил князя Уцзюйчжаня в неблагонадёжности и хотел пытать. Уцз юйчжань собрал своих хуннов и восстал, он совершил несколько набегов. Осенью Пан Фэнь и Пэн Чжу разбили его и переселили 20 000 его подчинённых в Аньдин и Вэйди. Жители стали уходить от Фэнхоу по причине голода и постоянных набегов сяньбийцев.
В 98 Шицзы умер. Тань стал шаньюем.